# Eşref Rüya
Eşref Rüya è un serial televisivo drammatico turco, trasmesso su Kanal D dal 19 marzo 2025, con protagonisti Çağatay Ulusoy e Demet Özdemir.

## Trama
Eşref Tek è un uomo che è stato spinto nel mondo del crimine a causa della sua solitudine, derivante dal fatto di essere rimasto orfano in tenera età. Nel corso degli anni, si è costruito un'identità che gli ha permesso di dominare questo mondo oscuro. Per lui, gli orfani sono i suoi fratelli che hanno sostituito la sua famiglia perduta con cui si è ritrovato al centro del crimine. Eşref vive una lotta senza fine tra la pesante responsabilità di capo di un'organizzazione segreta e la costante ricerca della pace che ha sempre sognato. Ma l'improvvisa apparizione di Nisan Akyol nella sua vita lo trascinerà in una tempesta inaspettata. 

## Puntate
| Stagione       | Puntate | Prima TV | Prima TV |
| Stagione       | Puntate | Turchia  | Italia   |
| -------------- | ------- | -------- | -------- |
| Prima stagione | 13      | 2025     | inedita  |

## Personaggi e interpreti

### Personaggi principali
- Eşref Tek, interpretato da Çağatay Ulusoy.
- Nisan Akyol, interpretata da Demet Özdemir.
- Çiğdem Serim, interpretata da Büşra Develi.
- Gürdal Bozok, interpretato da Necip Memili.
- Müslüm Çermik, interpretato da Tolga Tekin.
- Faruk Sezeri, interpretato da Ahmet Rıfat Şungar.
- Kadir Yanık, interpretato da Görkem Sevindik.
- Yakup Karaşan, interpretato da Macit Koper.
- Irmak Bozok, interpretata da Ceren Benderlioğlu.

### Personaggi secondari
- Serdar Günsur, interpretato da Umut Karadağ.
- Kör Seyfo, interpretato da Sefa Zengin.
- Afra Akyol, interpretata da Ebrar Karabakan.
- Ceren, interpretata da Gökçem Çoban.
- Taner, interpretato da Bartu Zeytinci.
- Okan, interpretato da Kerem Alp Kabul.
- Sadık Güleryüz, interpretato da Şener Savaş.
- Cemil Hacıbegoviç, interpretato da Aşkın Şenol.
- Kenan, interpretato da Kaan Turgut.
- Sungur Bilava, interpretato da Ahmet Yıldırım.
- Hanımağa, interpretata da Aslı Saçar.
- Nimet, interpretata da Neslihan Arslan.
- Hafize, interpretata da Feriha Eyüboğlu.
- Atıf, interpretato da Taylan Güldere.
- Gonca, interpretata da Ebru Aytemur.

## Produzione
La serie è diretta da Uluç Bayraktar, scritta da Ethem Özışık e Lokman Maral e prodotta da Tims&B Productions.

### Riprese
Le riprese hanno avuto luogo a Istanbul, in particolare a Sarıyer, Şişli, Scutari, Beyoğlu e Büyük Yeni Han.

## Colonna sonora
Di seguito sono riportate le diciassette musiche utilizzate per la colonna sonora della serie rilasciate dalla Tims&B Productions:
1. Unutamam Seni – Ayçin Asan
2. Küllenen Aşk – Ayçin Asan
3. Sen Benim Şarkılarımsın – Demet Özdemir
4. Rüya – Demet Özdemir
5. Sevdik Sevdalandık – Demet Özdemir
6. Her Şey Seninle Güzel – Demet Özdemir
7. Madem – Dolu Kadehi Ters Tut
8. Lay Lay Lom – Metin Işık
9. Küçüğüm – Demet Özdemir
10. Dar-ı Dünya – Cem Yıldız
11. Bir Ateşe Attın Beni – Kâmuran Akkor e Sagopa Kajmer
12. Dem Sürelim – Cem Yıldız
13. Şimdi Böyle Biriymiş – Demet Özdemir
14. Gamzedeyim Deva Bulmam – Görkem Bülbül
15. Kapıldım Gidiyorum – Görkem Bülbül
16. Kara Yazı – Ahmet Kaya
17. Odalarda Işıksızım – Kayahan